# Ungersk gråboskap

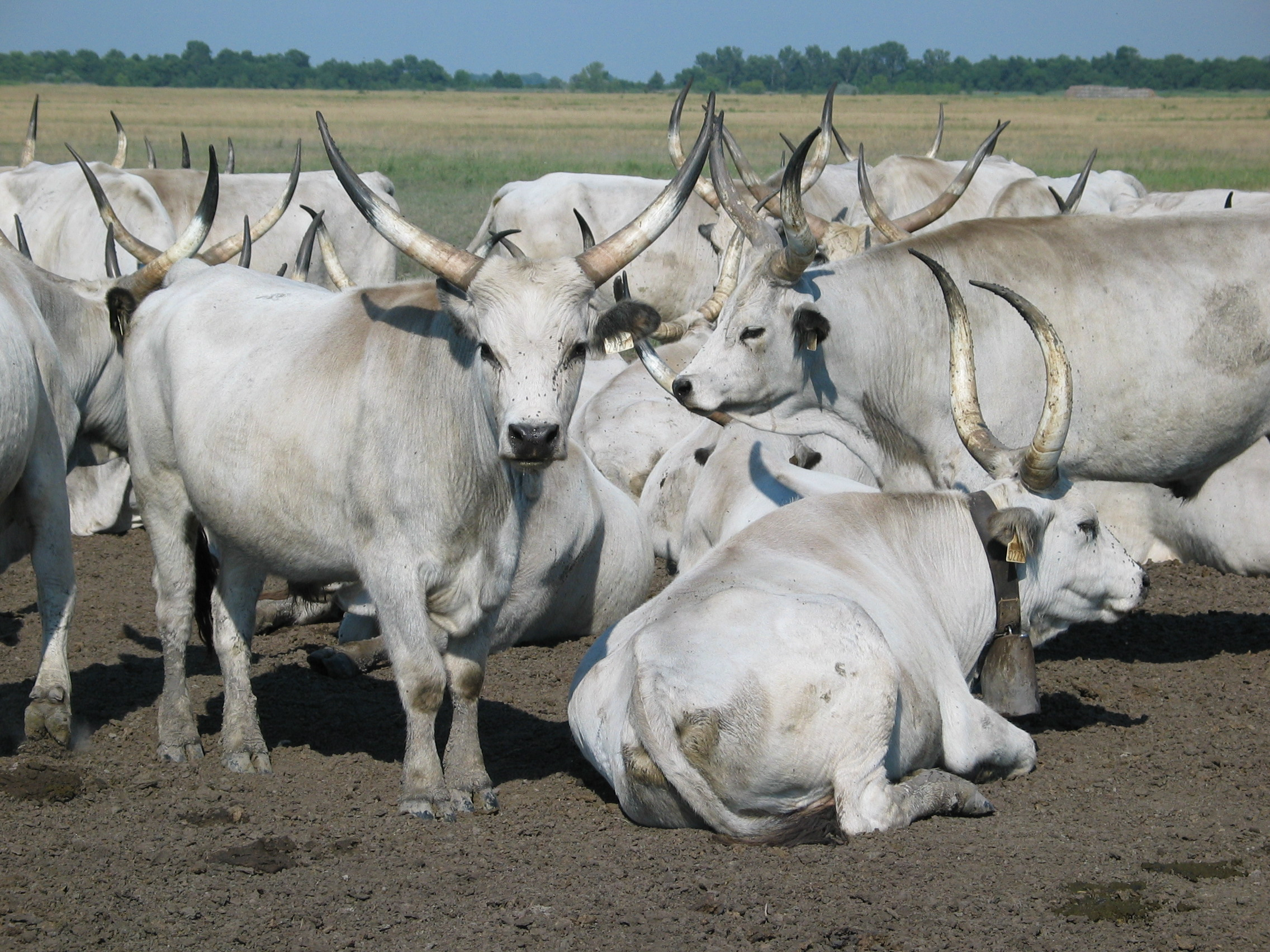
Ungersk gråboskap på Hortobágy-Pusztan, den största nationalparken i Ungern

Ungersk gråboskap (ungerska Magyar szürke szarvasmarha eller Magyar alföldi) är en gammal ungersk boskapsras.
Rasen är robust, härdig och långlivad. Dess ursprungsområde det ungerska låglandet och rasen har formats efter sina traditionella, öppna betesmarker.
Tjurarna har en höjd på 145 till 155 centimeter och en vikt på 800 till 900 kilogram. Korna har en höjd på 135 till 140 centimeter och en vikt på 500 till 600 kilogram. Färgen varierar från silveraktigt vit till askgrå. Hornen pekar uppåt och är långa och kurvade. Kalvarna föds med en mer rödaktig hårrem.
Rasen har hållits för sin tidiga mognad och goda köttkvalité. Historiskt har den även använts som dragdjur.